# روزا آریو
روزا آریو (انگلیسی: Roosa Ariyo؛ زادهٔ ۱۳ ژوئن ۱۹۹۴) بازیکن فوتبال اهل فنلاند است که در حال حاضر در پست مهاجم، برای باشگاه فوتبال کوپیون پالوسئورا بازی می‌کند. باشگاه فوتبال کوپیون پالوسئورا یک باشگاه فوتبال مستقر در شهر کوئوپیو، کشور فنلاند است.
از باشگاه‌هایی که در آن بازی کرده است می‌توان به باشگاه فوتبال کوپیون پالوسئورا، وای‌ال‌ای، و هونکا اشاره کرد.
وی همچنین در تیم‌های ملی فوتبال زیر ۲۰ سال فنلاند و بزرگسالان زن نیجریه بازی کرده است.

## سال‌های اولیه
روزا آریو در هلسینکی و اسپو، کشور فنلاند بزرگ شد. پدر او اصالتاً اهل کشور نیجریه و مادرش اصالتاً فنلاندی است. بنابراین او می‌تواند برای تیم‌های ملی هر دو کشور فنلاند و نیجریه به میدان برود.

## دوران دانشگاهی
آریو در کالج جامعه مونرو و دانشگاه بریجپورت در ایالات متحده تحصیل کرده است و از همان‌جا وارد شغل فوتبال حرفه‌ای شد.

## دوران باشگاهی

### هونکا
روزا آریو در ۹ ژوئیه ۲۰۱۱ در برابر یونایتد پیاتارساری اولین بازی خود را در لیگ برتر فوتبال زنان فنلاند انجام داد. او در ۱۴ اوت ۲۰۱۳ توانست اولین گل خود را در لیگ برتر فوتبال زنان فنلاند در برابر تیم آلان یونایتد به ثمر برساند. او در دقیقه ۸۸ بازی گلزنی کرد.

### جیتکس
روزا آریو در ۱۲ آوریل ۲۰۱۵ در برابر کی‌بی‌آی‌کی اولین بازی خود را در لیگ با پیراهن این تیم تجربه کرد.

### تی‌پی‌اس
روزا آریو در ۲۳ مارس ۲۰۱۹ در برابر آلان یونایتد اولین بازی خود را برای باشگاه فوتبال تی‌پی‌اس در لیگ برتر انجام داد. او در ۲۰ آوریل ۲۰۱۹ اولین گل‌های خود را در لیگ برای تیپس در برابر آی‌کی مایران به ثمر رساند و در دقیقه‌های ۱۸ و ۳۴ دوبار گلزنی کرد.

### تنریف
در ۳۰ ژوئن ۲۰۲۱، آریو به عنوان بازیکن به باشگاه فوتبال اسپانیایی گراندیا تنریف معرفی شد و پس از مدتی با این تیم قرارداد امضا کرد. او در ۴ سپتامبر ۲۰۲۱ در برابر باشگاه فوتبال زنان بارسلونا اولین بازی خود را در لیگ برتر فوتبال زنان اسپانیا انجام داد.

### رئال بتیس
روزا آریو در ادامه به عنوان بازیکن رئال بتیس معرفی شد. اما بدون حتی یک بار بازی در لیگ، از این باشگاه جدا شد.

### کلاب وای‌ال‌ای
در ۳۰ ژوئن ۲۰۲۲، روزا آریو به عنوان بازیکن به باشگاه فوتبال وای‌ال‌ای معرفی شد. او در این باشگاه ۲۶ بار در مسابقات لیگ به میدان رفت که نتیجه آن به ثمر رساندن ۹ گل بود.

### کپس
در ۴ اوت ۲۰۲۳، آریو به عنوان بازیکن کپس معرفی شد. او در ۸ اوت ۲۰۲۳ در برابر هلسینکی جی‌ال‌کی اولین بازی خود را در لیگ انجام داد. آریو در ۱۲ اوت ۲۰۲۳ اولین گل خود را در لیگ در برابر آلان یونایتد به ثمر رساند و در دقیقه ۶۲ گلزنی کرد. او در سپتامبر ۲۰۲۳ جایزه بهترین بازیکن ماه اوت را دریافت کرد. آریو در ۴ سپتامبر ۲۰۲۴ در لیگ قهرمانان زنان یوفا در برابر سلتیک گلزنی کرد و در دقیقه ۱۸ گل به ثمر رساند.

## دوران ملی
آریو در ۱۰ ژوئن ۲۰۲۱ در یک بازی دوستانه با نتیجه ۰–۱ در برابر تیم ملی فوتبال زنان جامائیکا اولین بازی ملی خود را برای تیم ملی فوتبال زنان نیجریه انجام داد.